# Secretaría de Desarrollo e Inclusión Social (Honduras)
Secretaría de Desarrollo e Inclusión Social .Tiene por objeto  como la entidad del Poder Ejecutivo con facultades en materia social y reducción de la pobreza, como formulación, coordinación, ejecución y evaluación de las políticas públicas en materia social y reducción de la pobreza y planificación, administración y ejecución de los planes.

## Historia
Se creó en la administración del presidente Porfirio Lobo, con la idea y puesta en marcha de una institucionalidad largamente esperada por la sociedad hondureña, en términos de liderar y realizar un ordenamiento del sector social, se ha materializado a principios del año 2010 con la aparición en la escena pública de la Secretaría de Desarrollo Social (SDS) como antes era llamada esta secretaría.
Con la elección de Xiomara Castro como presidenta en 2021 y su posterior toma de posesión, se realizaron cambios administrativos significativos. Uno de estos cambios fue renombrar la antigua Secretaría Ejecutiva de Desarrollo e Inclusión Social (SEDIS) a la nueva y actual Secretaría de Desarrollo Social (SEDESOL).

## Datos
- Nombre: Secretaría de Estado en el Despacho de Desarrollo e Inclusión Social.
- Dirección: Edificio Ejecutivo Las Lomas Anexo II, Bulevard Juan Pablo II, Tegucigalpa, M.D.C, Honduras, C.A.
- Teléfono: (504) 22394182
- Ministro actual: José Carlos Cardona Erazo
- Viceministro Encargado de Políticas de Inclusión Social: Doris Mayell Mendoza
- Viceministro Encargado de Programas de Vida Mejor: Miguel Zúñiga
- Viceministro Encargado de Integración Social : Lissi Mature Cano
- Viceministro Encargado de Asuntos Administrativos: Danilo Alvardo

| N.º | Ministro            | Periodo      |
| --- | ------------------- | ------------ |
| 1.  | Reynaldo Sánchez    |              |
| 2.  | Lissandro Rosales   |              |
| 3.  | José Carlos Cardona | 2022- Actual |